# Équation du viriel
 (juin 2015).
Si vous disposez d'ouvrages ou d'articles de référence ou si vous connaissez des sites web de qualité traitant du thème abordé ici, merci de compléter l'article en donnant les références utiles à sa vérifiabilité et en les liant à la section « Notes et références ».
 (juin 2015).
L'équation d'état du viriel est une équation d'état utilisée pour décrire le comportement des fluides.
Elle s'écrit le plus souvent comme l'expression de {\displaystyle Z}, le facteur de compressibilité, en fonction des puissances de {\displaystyle 1/V_{\mathrm {m} }}, le volume molaire :
Le coefficient {\displaystyle B_{i}} est appelé {\displaystyle i}e coefficient du viriel. Les coefficients sont déterminés expérimentalement pour les fluides réels. En pratique on se limite à {\displaystyle B_{2}} et {\displaystyle B_{3}}.
Du point de vue théorique, le théorème du viriel (Clausius, 1865) ou bien la physique statistique conduisent à ce type d'équation, les coefficients dépendant du modèle d'interaction entre particules (par exemple le modèle des sphères dures, ou le potentiel de Lennard-Jones).

## Les deux formes de l'équation du viriel
Il existe deux formes d'équation du viriel,. L'une est exprimée en fonction du volume molaire {\displaystyle V_{\mathrm {m} }} :
l'autre en fonction de la pression {\displaystyle P} :
avec :
- {\displaystyle B_{i}} et {\displaystyle C_{i}} le {\displaystyle i}e coefficient du viriel, selon la forme retenue,
- {\displaystyle P} la pression,
- {\displaystyle R} la constante universelle des gaz parfaits,
- {\displaystyle T} la température,
- {\displaystyle V_{\mathrm {m} }} le volume molaire,
- {\displaystyle Z=PV_{\mathrm {m} }/RT} le facteur de compressibilité.

Les coefficients du viriel {\displaystyle B_{i}} et {\displaystyle C_{i}} ne dépendent que de la température et des fractions molaires des diverses espèces chimiques présentes dans le mélange.
Dans la suite de l'article, il est fait référence à la première forme de l'équation du viriel, en fonction du volume molaire.

## Notions de mécanique statistique
En mécanique statistique, le fluide à décrire est considéré comme un système d'un grand nombre de particules (l’ensemble canonique), chacune des particules étant repérée en coordonnées polaires par son rayon vecteur. Chaque particule possède une certaine quantité de mouvement, {\displaystyle p^{N}}, et l'on note {\displaystyle Q(r^{N},p^{N})} la fonction de partition des micro-états {\displaystyle (r^{N},p^{N})} des particules.
L’hamiltonien du système de particules s'écrit :
où :
- {\displaystyle U(r^{N})} est le potentiel d'interaction pour les N particules ;
- {\displaystyle \beta } est la température inverse et par convention {\displaystyle \beta ={1 \over k_{B}T}}.

De par l'indépendance des impulsions et des positions dans le hamiltonien, on peut réécrire la fonction de partition comme :
en posant :
la fonction {\displaystyle Z_{GP}} se calcule aisément :
Par propriété de l'ensemble canonique, on a :
et :
On voit donc, en posant {\displaystyle \rho ={\frac {N}{V}}}, que :
L'intégrale des configurations Z' décrit donc l'écart à l'idéalité du gaz réel. Pour différents potentiels d'interaction connus (sphères dures, Lennard-Jones, colloïdes, etc.), le problème est ramené au calcul de Z'.
Lien avec la fonction de corrélation de paire du fluide :
Il est alors possible de montrer que le développement a un lien avec la fonction de corrélation de paire {\displaystyle g_{2}(r_{12})}, qui est la probabilité normalisée de trouver une deuxième particule à la distance {\displaystyle r_{12}} de la première. Le résultat du développement est :
Cette équation a aussi été trouvée par le théorème du viriel, dans l'article pression cinétique.

## Expression des coefficientsB2etB3
En poussant les calculs, on peut exprimer les premiers coefficients.
On appelle fonction d'Ursell-Mayer f(r) :
{\displaystyle f(r)=\exp[-\beta u(r)]-1}
alors :
puis :
Au-delà, les calculs deviennent très complexes et requièrent des techniques de théorie des graphes (cluster-diagrammes). Le calcul de B4 par Boltzmann en 1900 est considéré comme un vrai « tour de force » ; les calculs ne reprendront qu'en 1950.

## Développement du viriel dans le cas des sphères dures
On appelle gaz de sphères dures (hard spheres en anglais), N sphères de diamètre 2{\displaystyle r_{o}}, s'agitant en tous sens, sans autre interaction que l'interdiction stricte de volume exclu. Ce modèle est souvent pris comme référence dans les calculs théoriques ; il est bien adapté aux simulations numériques ; et il représente assez bien l'expérience si on lui adjoint une perturbation représentant l'attraction entre sphères.
Appelons « compacité » la quantité {\displaystyle x=N{\frac {v_{o}}{V}}}, avec {\displaystyle v_{o}={\frac {4}{3}}\pi {r_{o}}^{3}}, le volume d'une sphère.
Dans le cas peu dense, le calcul donne : {\displaystyle {\frac {PV}{NkT}}=1+4x+\dots }
Boltzmann a calculé théoriquement les premiers coefficients du développement en série :
{\displaystyle B_{1}+B_{2}x+B_{3}x^{2}+B_{4}x^{3}=1+4\cdot x+10\cdot x^{2}+18,3648\cdot x^{3}}
Depuis, des calculs numériques (méthode de Monte-Carlo) ont donné :
| Coefficient            | Valeur estimée |
| ---------------------- | -------------- |
| {\displaystyle B_{5}}  | 28,225         |
| {\displaystyle B_{6}}  | 39,82          |
| {\displaystyle B_{7}}  | 53,34          |
| {\displaystyle B_{8}}  | 68,54          |
| {\displaystyle B_{9}}  | 85,8           |
| {\displaystyle B_{10}} | 105,8(+/- 0,5) |

Or Carnahan et Starling (1969) ont remarqué la parenté avec la série entière de coefficient générique {\displaystyle B_{n}=(n-1)^{2}+3\cdot (n-1)}. Ceci montre que {\displaystyle f(x)={\frac {1+x+x^{2}-x^{3}}{(1-x)^{3}}}} est une bonne (simple) « fonction-candidat » pour un gaz de sphères dures ; mais elle présente une asymptote pour x = 1, alors que, évidemment, on ne saurait dépasser la compacité maximale : cela limite sa pertinence. Néanmoins, la simplicité de cette équation d'état permet de l'utiliser aisément : l'énergie libre d'excès est {\displaystyle F=NkT\cdot {\frac {x(4-3x)}{(1-x)^{2}}}}. On peut aussi comparer avec la théorie de Percus-Yevick. On peut aussi en déduire une théorie de l'équation d'état pour mélanges binaires.
On sait mieux faire : avec les ordinateurs actuels, on peut trouver les premiers termes de ce développement dit du « viriel » d'un gaz de sphères dures, et on peut approcher l'expression par un approximant de Padé, ce qui donne une meilleure compréhension de l'asymptote, qui n'est évidemment pas x=1. En effet, la compacité maximale est :
Par ailleurs, les simulations numériques sur l'ordinateur Argon révèlent une irrégularité vers 50 %.
Transition de phase liquide-gaz
Si on ajoute une pression interne -a·x2, on retrouve que les sphères peuvent se condenser en une phase liquide. En supprimant le terme en x3 au numérateur de l'équation de Carnahan-Starling, l'équation en V(P,T) est une équation cubique, comme l'équation d'état de van der Waals, et conduit au même type de résultats : existence d'un point critique, et d'une pression de vapeur saturante {\displaystyle P_{s}(T)}. La précision est un peu meilleure, sans plus. La théorie du point critique relève nécessairement des méthodes de renormalisation, initiées par D. Parola dans ce cas précis.

## Développement du viriel dans le cas du potentiel de Lennard-Jones
Le potentiel de Lennard-Jones est :
{\displaystyle u(r)\ =\ 4\ E_{0}\ \left[\ \left({\frac {d}{r}}\ \right)^{12}-\left({\frac {d}{r}}\ \right)^{6}\ \right]}
Dans le cas de faible densité, PV/NkT = 1 + B(T) · N/V, et la fonction B(T) se calcule numériquement en unités réduites (kT/Eo ; r/d) via la formule du viriel :
avec f(r) la fonction d'Ursell-Mayer :
{\displaystyle f(r)=\exp[-\beta u(r)]-1}
L'allure de B(T) est grossièrement B(T) = b - a/RT, et s'annule donc pour RT = a/b = 3,2 (température de Boyle), mais mieux encore, B(T) possède un léger maximum pour RT ~ 30 (température de Joule). Par ajustement entre cette courbe et la valeur expérimentale de B(T), on en tire les valeurs de Eo et d (Hirschfelder, 1954).